# Carlinhos Almeida
Carlos José de Almeida (Santa Rita de Jacutinga, 25 de junho de 1963), mais conhecido como Carlinhos Almeida, é um professor e político brasileiro, filiado ao Partido dos Trabalhadores (PT).

## Formação
Carlinhos estudou no Seminário Diocesano de Taubaté e formou-se em história pela UNIVAP. É professor de história e geografia, e foi funcionário da Caixa Econômica Federal. Após o fim do mandato de prefeito, voltou a atuar  brevemente como bancário, logo em seguida se aposentando.

## Vida Política

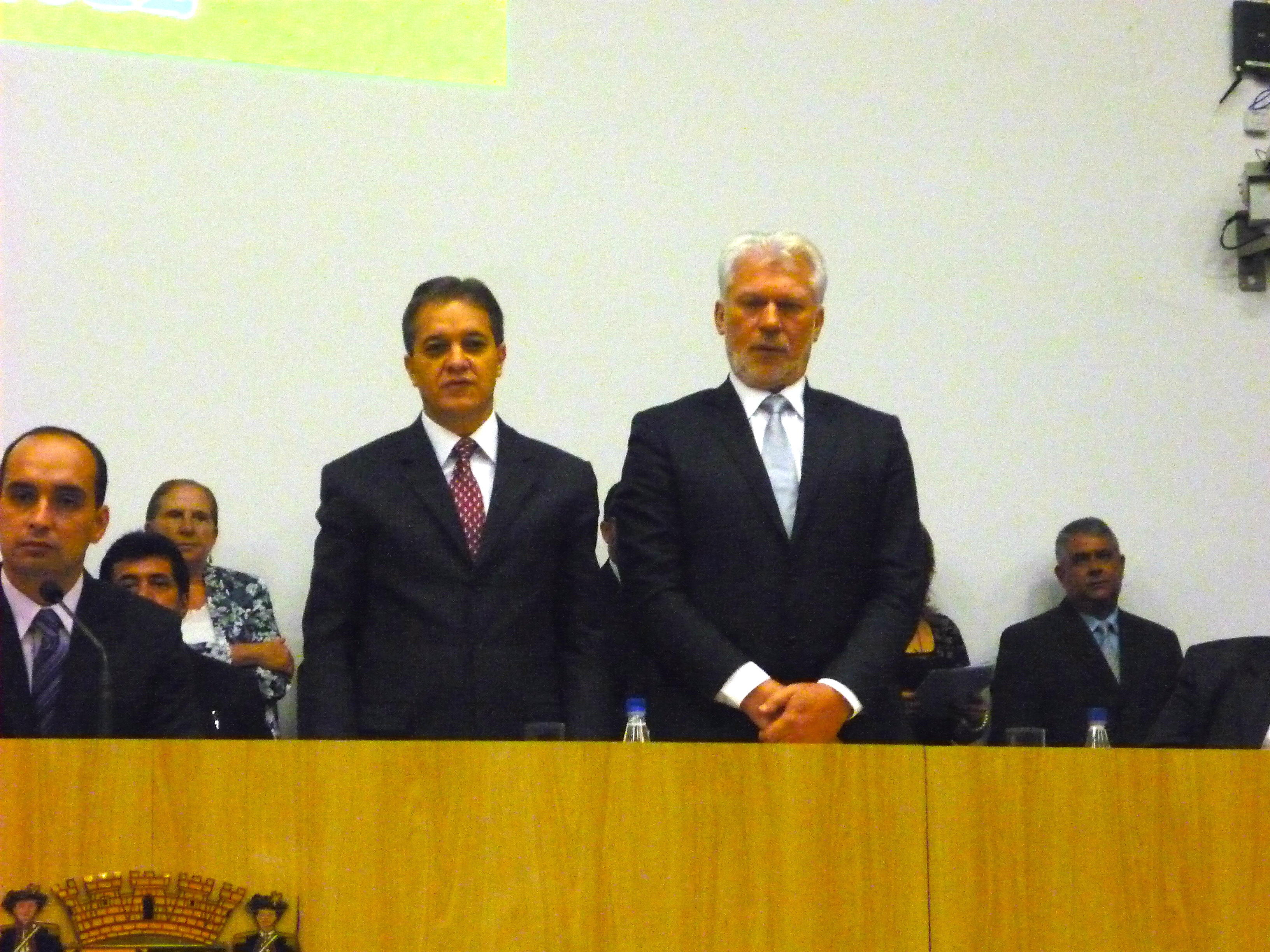
Cerimônia de posse dos vereadores e do prefeito, 1º de janeiro de 2013

É filiado ao PT desde 1982 e já foi presidente do diretório regional do partido em São José dos Campos.
Foi eleito vereador em 1988 e reeleito em 1992 e 1996, sendo presidente da Câmara Municipal de São José dos Campos entre 1997 e 1998.
Deixou o cargo de vereador quando foi eleito deputado estadual em 1998 com 43.876 votos, sendo reeleito em 2002 com 111.602 votos e em 2006 com 94.024 votos.
Foi eleito em 2010 deputado federal pelo PT de São Paulo com 134.190 votos.
Em 2012 foi eleito prefeito de São José dos Campos no 1º Turno, com 180.794 votos (50,99% dos votos válidos).
Um de seus primeiros atos como prefeito, com apoio político de sua esposa e então presidente da câmara municipal de São José dos Campos, Amélia Naomi, foi cancelar um concurso público para gestores municipais de São José dos Campos, conforme Lei Complementar 494/13. Em seguida, dobrou o salário de determinados servidores, fato impugnado pelo Ministério Público.
No mesmo ano, 2016, perdeu a eleição para o candidato Felício Ramuth, do PSDB, em primeiro turno. Carlinhos teve 76.327 votos, 21,6% dos votos válidos, contra 219.511 votos do tucano, o que correspondeu a 62,2% dos votos válidos.
Em 2019, o ex-prefeito de São José assumiu a chefia de gabinete do deputado estadual Emidio de Souza.